# Open Road
Open Road ist das 1997 erschienene Debütalbum des britischen Singer-Songwriters Gary Barlow. Mit dem Album konnte Barlow an den internationalen Erfolg von Take That anknüpfen, mit denen er zwischen 1993 und 1996 acht Wochen lang an der Spitze der britischen Albumcharts gestanden hatte. Die ersten beiden Singleauskopplungen des Albums erreichten ebenfalls die Spitze der Charts. Bis 2010 verkaufte sich das Album weltweit über zwei Millionen Mal.

## Hintergrund
Im Anschluss an die Auflösung von Take That nahm Barlow seine Arbeit als Songwriter wieder auf und begann mit der Zusammenstellung seines ersten Solo-Albums. Am 5. Juli 1996 erschien als Leadsingle Forever Love, die die Spitze der britischen Charts erreichte. Die zweite Single, Love Won’t Wait wurde im April 1997 veröffentlicht; auch dieser Song wurde zur Nummer eins. Das Album erschien am 26. Mai 1997 und erreichte ebenfalls gleich nach der Veröffentlichung die Spitze der Hitparade. Im Dezember 1997 erhielt es Platin von der British Phonographic Industry. Nach der Albenveröffentlichung erschienen noch zwei weitere Singles, So Help Me Girl (Platz 11) und Open Road (Platz 7).
Der Erfolg des Albums beschränkte sich nicht nur auf das Vereinigte Königreich, auch in 21 weiteren Ländern hielt es Einzug in die jeweiligen Charts. Aus diesem Grund unterzeichnete Barlow einen Vertrag mit dem US-amerikanischen Produktionsunternehmen Arista Records und veröffentlichte das Album auch auf dem amerikanischen Markt in überarbeiteter Form. So warb Barlow ab dem 30. September 1997 mit einem Remix von So Help Me Girl als Lead-Single samt neuem Musikvideo. Im Januar 1998 folgte die Veröffentlichung des Albums, im Februar Superhero als zweite Single. Dieser Song war für die US-Veröffentlichung neu geschrieben und aufgenommen worden. Obwohl er als Titelmelodie der New York Yankees bekannt wurde, blieb der kommerzielle Erfolg des Songs aus. So Help Me Girl dagegen wurde zu Barlows erster Soloproduktion, die auch in den Vereinigten Staaten Einzug in die Billboard Hot 100 hielt.

## Rezeption
Die San Diego Vista bewertete das Album positiv mit den Worten „Sänger und Songwriter [Barlow] offenbart mit Open Road sein Potenzial als erfolgreicher Solokünstler. Das Album weist eine große Bandbreite musikalischer Stile auf, viele Titel basieren auf akustischer Untermalung, es gibt sowohl einige tief bewegenden Balladen als auch die eine oder andere funkelnde flotte Tanznummer. […] Im Titelsong ‚Open Road‘ zeigen sich Garys geniale Schreibfähigkeiten in all ihrer Pracht. Das Lied, welches er bereits im jungen Alter von nur 16 Jahren schrieb, enthüllt Garys eigenen verschlungenen Lebensweg [und so wird es zum] vielleicht besten Stück seines Debütalbums.“ Allmusic verlieh drei von fünf Sternen.

## Charts und Auszeichnungen
Chartplatzierungen
| ChartsChartplatzierungen     | Höchstplatzierung | Wochen |
| ---------------------------- | ----------------- | ------ |
| Deutschland (GfK)            | 10 (16 Wo.)       | 16     |
| Österreich (Ö3)              | 13 (7 Wo.)        | 7      |
| Schweiz (IFPI)               | 6 (13 Wo.)        | 13     |
| Vereinigtes Königreich (OCC) | 1 (29 Wo.)        | 29     |

Auszeichnungen für Musikverkäufe

| Land/Region                  | Auszeichnungen für Musikverkäufe (Land/Region, Auszeichnung, Verkäufe) | Verkäufe |
| ---------------------------- | ---------------------------------------------------------------------- | -------- |
| Vereinigtes Königreich (BPI) | Platin                                                                 | 300.000  |
| Insgesamt                    | 1× Platin ·                                                            | 300.000  |

## Titelliste
| Nr.          | Titel                 | Autor(en)                                     | Produzent                   | Länge |
| ------------ | --------------------- | --------------------------------------------- | --------------------------- | ----- |
| 1.           | Love Won’t Wait       | Madonna, Shep Pettibone                       | Stephen Lipson              | 4:17  |
| 2.           | So Help Me Girl       | Howard Perdew, Andy Spooner                   | David Foster                | 4:29  |
| 3.           | My Commitment         | Gary Barlow, Diane Warren                     | Walter Afanasieff           | 4:48  |
| 4.           | Hang On In There Baby | Johnny Bristol                                | Trevor Horn                 | 3:39  |
| 5.           | Are You Ready Now     | Gary Barlow                                   | Grant Mitchell, Gary Barlow | 4:19  |
| 6.           | Everything I Wanted   | Gary Barlow                                   | Absolute                    | 3:32  |
| 7.           | I Fall So Deep        | Larry Loftin, Mattias Gustafsson, Amy Powers  | David Foster                | 4:02  |
| 8.           | Lay Down for Love     | Gary Barlow, Richard Stannard, Matt Rowbottom | Mitchell, Barlow            | 5:33  |
| 9.           | Forever Love          | Gary Barlow                                   | Chris Porter, Gary Barlow   | 4:55  |
| 10.          | Never Knew            | Gary Barlow                                   | Afanasieff                  | 3:50  |
| 11.          | Open Road             | Gary Barlow                                   | Porter, Barlow, Absolute    | 4:23  |
| 12.          | Always                | Gary Barlow                                   | Porter, Barlow              | 3:32  |
| Gesamtlänge: | Gesamtlänge:          | Gesamtlänge:                                  | Gesamtlänge:                | 50:35 |

## Mitwirkende
Alle Angaben zur Besetzung entstammen der Listung durch Allmusic.
- Gary Barlow – Songwriting (Komposition und Lyrik), Piano, Hauptstimme, Produktion, Hintergrundgesang
- Absolute – Abmischung, Multi-Instruments, Produktion
- Walter Afanasieff – Bass, Schlagzeug, Keyboards, Orgel, Produktion, Programmierung, Synthesizer
- Alex Black – Tontechniker (Assistenz)
- Greg Calbi – Mastering
- Andreas Carlsson – Hintergrundgesang
- Jake Chessum – Fotografie
- Clive Davis – Ausführende Produktion
- Joey Diggs – Hintergrundgesang
- Felipe Elgueta – Toningenieur
- David Foster – Arrangement, Gastsänger, Keyboards, Produktion
- Nick Foster – Keyboards, Produktion, Programmierung, Remixing
- Simon Franglen – Programmierung
- Paul Gendler – Gitarre
- David Gleeson – Toningenieur, Abmischung
- Nathaniel Goldberg – Fotografie
- Jeff Griffin – Tontechniker (Assistenz)
- Sandy Griffith – Hintergrundgesang
- Mick Guzauski – Abmischung
- Phillip Ingram – Hintergrundgesang
- Judy Kirschner – Tontechniker (Assistenz)
- Bob Kraushaar – Abmischung
- Kristian Lawing – Produktion
- Steve Lipson – Produktion
- Richard Lowe – Abmischung
- Milton Mcdonald – Gitarre
- Madonna – Komposition
- Manny Marroquin – Toningenieur, Abmischung
- Max Martin – Produktion, Hintergrundgesang
- Grant Mitchell – Arrangement, Produktion, Programmierung
- P. Dennis Mitchell – Abmischung
- Heff Moraes – Toningenieur
- Joey Moskowitz – Programmierung
- Esbjörn Öhrwall – Gitarre
- Dean Parks – Gitarre
- Shep Pettibone – Komposition
- Chris Porter – Produktion
- Claytoven Richardson – Hintergrundgesang
- Marnie Riley – Tontechniker (Abmischung)
- Mike Rose – Keyboards, Producer, Programming, Remixing
- Marc Russo – Gastsänger, Tenor-Saxophon
- Mike Scott – Tontechniker (Assistenz)
- Dan Shea – Keyboards, Programmierung
- Andy Spooner – Komposition
- Christopher Stern – Musikregie
- Ren Swan – Toningenieur
- Michael Thompson – Gitarre
- Jeanie Tracy – Hintergrundgesang
- Junior Vasquez – Produktion
- Norman Watson – Fotografie
- Dave Way – Abmischung
- Wil Wheaton – Hintergrundgesang
- Simon Willis – Produktion
- Tim Willis – Toningenieur